# Godefredo de Admont
Godefredo de Admont (em latim: Godefridus Admontensis; em alemão:  Gottfried von Admont; 1165) foi um abade beneditino da Abadia de Admont de 1137 até sua morte. Era considerado um reformador e fundador da "Escola de Admont", além de fundador da biblioteca da abadia.
Foi uma figura influente, realizando, com Oto de Frisinga e Bertoldo de Brixen, uma commissão papal sobre o proposto bispado de Seckau. Ele apoiou decisivamente São Eberardo, que tornou-se bispo de Salzburgo em 1146.
Muitas homilias foram atribuídas a ele por Migne em sua Patrologia Latina (174), todas de caráter exegético, mas atualmente se duvida se ele foi de fato o autor de todas elas. Seu irmão, Irimberto, o sucedeu como abade e pode ter escrito algumas delas.